# Dipartimento per il commercio internazionale
Il Dipartimento per il commercio internazionale (in inglese Department for International Trade - DIT) era il dipartimento esecutivo responsabile dei negoziati relativi al commercio internazionale del Regno Unito.
Creato dopo il voto sulla Brexit nel 2016, è esistito fino al 2023, quando si unì con il Dipartimento per le imprese, l'energia e la strategia industriale per formare il Dipartimento per le imprese e il commercio.

## Direzione
L'ultimo team ministeriale DIT era formato da:
- Segretario di Stato per il commercio internazionale: Kemi Badenoch, MP
  - Ministro di Stato per la politica commerciale: Greg Hands, MP
  - Ministro di Stato per gli investimenti: Barone Johnson di Lainston
    - Sottosegretario di Stato parlamentare per le esportazioni: Andrew Bowie, MP
    - Sottosegretario di Stato parlamentare per il commercio: Nigel Huddleston, MP
    - Sottosegretario di Stato parlamentare per l'uguaglianza: Stuart Andrew, MP
    - Sottosegretario di Stato parlamentare per le donne: Maria Caulfield, MP